# ベウジェツ強制収容所

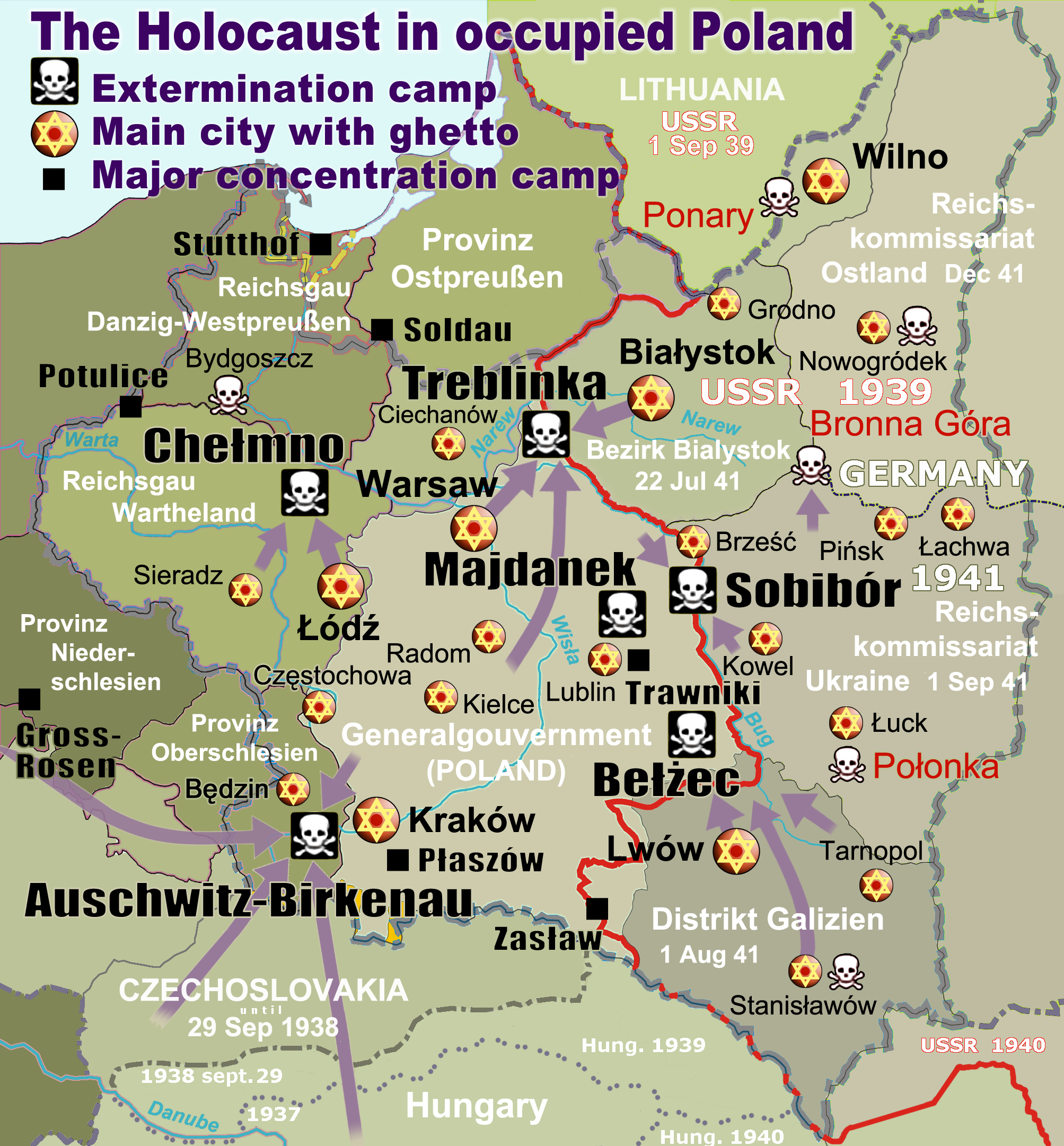
ポーランドのホロコースト地図。ポーランド語で「Bełżec」と書いてあるのがベウジェツ強制収容所

ベウジェツ強制収容所（独:Konzentrationslager Belzec）もしくはベウジェツ絶滅収容所（独:Vernichtungslager Belzec）は第二次世界大戦中にナチス・ドイツがルブリン県ベウジェツ村（リヴォフとルブリンの中間地点にある）に設置した強制収容所である。ラインハルト作戦に基づく三大ユダヤ人絶滅収容所の一つである（他の二つはソビボル強制収容所とトレブリンカ強制収容所）。三つの絶滅収容所の中では最初に作られ、他の二つの絶滅収容所のモデルともなった。開設から閉鎖までのわずか1年の間に60万人にも及ぶ。ユダヤ人をはじめとして、ロマ民族・ポーランド人政治犯などが大勢ここで殺害された。「ベウジェッツ」「ベウゼツ」「ベウゼッツ」「ベルゼク」「ベルゼック」などの表記も散見される。

## 歴史
ナチス・ドイツによるポーランド侵攻後、ナチスの傀儡政権であるポーランド総督府が設置され、ベウジェツにも、ポーランド全域でのゲットー建設と並行して、1940年初めにユダヤ人用の労働収容所が置かれた。ここにはルブリンのユダヤ人数千人が送り込まれ、ソ連との国境線沿いで要塞建設に従事させられた。同年8月、ルブリン地区親衛隊（SS）警察指導者オディロ・グロボクニクSS中将はルブリン・ワルシャワ・ラドムから約1万名のユダヤ人を集め、収容所に送っていた。この収容所は秋には閉鎖された。
1941年10月13日、SS全国指導者ハインリヒ・ヒムラーはグロボクニク、総督府全域に権力を持つSS・警察高権指導者のフリードリヒ・ヴィルヘルム・クリューガーと合議した。そこでベウジェツ絶滅収容所建設の一切がグロボクニクに委任された。ベウジェツが選ばれたのはひと気がなく、鉄道に近い場所であったことと、近くに対ソ戦を想定し造られた戦車壕（ごう）の存在が大きかった。遺体を入れる穴をわざわざ掘る手間が省けるからだ。場所はベウジェツ駅から約500メートルほど進んだところに決定された。
同年11月1日から建設がSS中央建設行政部により開始され、「ベウジェツ絶滅収容所」自体は翌年の1942年2月に完成した。ガス室は三室が設置され（一室で5000人の殺害が可能）、固定のガス室を持った最初の絶滅収容所となった。建設の指揮にはT4作戦に関わったことのあるヨーゼフ・オーバーハウザーSS軍曹が行った。ベウジェツの初代司令官（所長と同意）には後に三大絶滅収容所総監となるクリスティアン・ヴィルトが12月後半に就任した。副官にはオーバーハウザーが就いた。後に「ラインハルト作戦」と名付けられることになるポーランド・ユダヤ人絶滅作戦のための三大絶滅収容所の最初の収容所であった。ベウジェツに移送されてくる者はガリツィア、クラカウ地域、ルブリン地域からの者が多い。
同年2月末に移送されてきたユダヤ人を使ってガス室実験が行われた。ヴィルトはヘウムノ強制収容所で使用されたガス・トラックの有用性、非有用性を十分認識した上で、一酸化炭素を試用したが、続いて試された戦車の排気ガスを管を通してガス室に流し込むやり方の方が良いと判断して以降ベウジェツではこの方法でガス殺が行われることとなった。
ヴィルトは殺害を効率化するために、まず、ユダヤ人が到着した瞬間から「シャワー室」に偽装されたガス室へ走らせ（若く、体力のあるユダヤ人はすぐには殺さず、遺体を運ばせるなどの重労働に参加させた。もちろん彼らもすぐ運ばれる側となり、　新しいユダヤ人と交換させられた）、周りを見る時間を与えなかった。また、殺害のため来たことに気づかれる前に、労働収容所か次なる収容所への中継地点である通過収容所と信じ込ませた。これにより、ユダヤ人が移送される量が増え、殺害される量も増えることとなった。
絶滅作戦に拍車がかかったのは7月から11月にかけてであった。7月19日にヒムラーが、年内に総督府のユダヤ人は全員殺害するようにと各絶滅収容所所長に命令したためであった。
SS経済管理本部の査察官、ヘルマン・ヘーフレの報告によると、3月の開設以降、15から31日にかけルブリン・東ガリツィアのユダヤ人5万8000人がガス殺され、ドイツとスロバキア共和国から1000人単位の移送が続いた。一日4から5回（約4000から5000人分）ガス室が稼働し、7月にはそのガス室も10室に増えたという。
また、「ラインハルト作戦」で開設されたソビボル強制収容所の司令官フランツ・シュタングルSS大尉は、この収容所を訪れた時のこのように語っている（以下は引用文であり、引用元は芝健介著、『ホロコースト：ナチスによるユダヤ人大量殺戮の全貌』から179ページ内の該当部分の全文を載せた。引用者は内容を改変していない）。
ベウジェツ駅に出た（中略）何とひどい臭いか！　死臭がいたるところに充満している。ヴィルトは事務所におらず、スタッフが私を彼のいるところへ案内してくれた。彼は穴の縁の高所に立っていた。いくつもの穴があり（中略）一杯だった（中略）数百ではない、数千人規模の死体がそこにあった。
同じく強制収容所の運営者からみても、凄惨な光景であったことには間違いないであろう。
1942年末になると、ポーランドにおけるユダヤ人社会がほぼ壊滅し、またアウシュヴィッツ＝ビルケナウ強制収容所が巨大化したため、ベウジェツの必要性は薄れ、12月をもって活動を停止した。他の三大絶滅収容所に先がけての活動停止だった。さらに墓地の死体の焼却と植林など証拠隠滅作業が始まり、1943年3月には完全に解体されてベウジェツ収容所は跡形もなく消滅した。命からがら生き延びたユダヤ人はたった3人だけであった。

## 構造

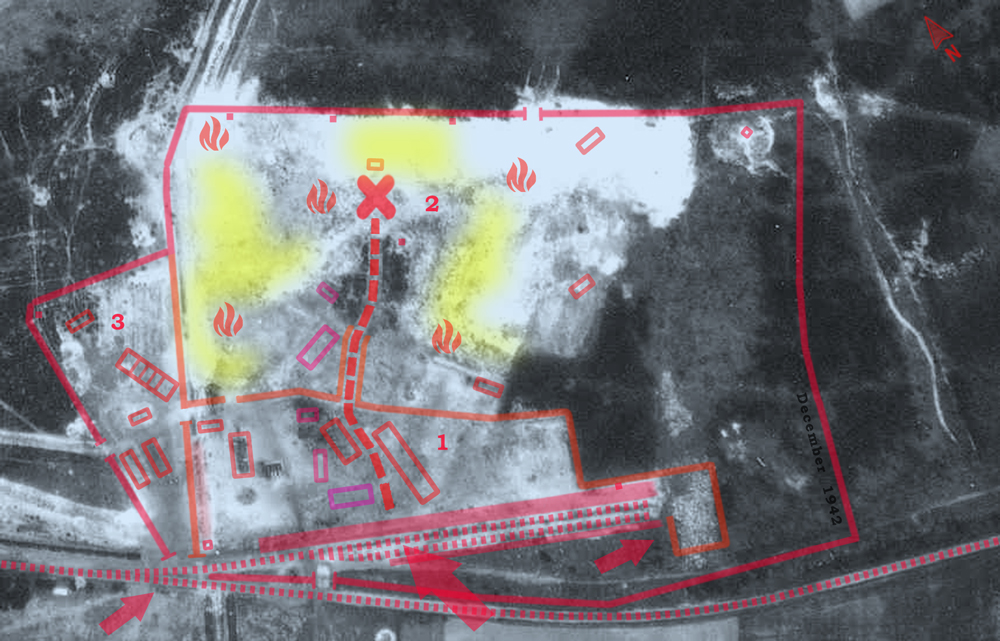
解体・隠蔽工作後にドイツ空軍が撮影したベウジェツ跡地の航空写真（1944年）に、解体された施設の位置をマーキングしたもの。画像下の大きな矢印で印された場所が連行されてきたユダヤ人の集荷場で、画像上の×印の場所にガス室が存在した。

収容所には2ブロック存在し、1ブロックは囚人の到着にかかる事務を担当する場所であり、囚人から衣服や荷物をはぎ取り保管するための場所であった。そして2ブロックに10個のガス室が存在し、他に共同墓地や死体の搬送作業などに当たる労務囚人の住居スペースなども存在した。
絶滅収容所であったベウジェツは一般の作業場を設けなかったため収容所としては狭く、縦275メートル、横263メートルのほぼ正方形型の収容所だった。5か所の監視塔が存在し、機関銃が常にガス室へ向かう囚人たちに狙いをつけていた。看守は20名から30名程度の親衛隊員と60名から80名程度のウクライナ義勇軍の兵士で構成された。看守たちは収容所内ではなくベウジェツ駅の付近に住居を持ちそこで暮らしていた。

## 関連人物

### 所長
- クリスティアン・ヴィルト親衛隊少佐（Christian Wirth）（在任1941年12月‐1942年7月31日）
- ゴットリープ・ヘリング親衛隊大尉（Gottlieb Hering）（在任1942年8月1日‐1942年12月）

### 主な所員・看守
- ローレンツ・ハッケンホルト親衛隊大尉（Lorenz Hackenholt）
- ヨーゼフ・オーバーハウサー親衛隊少尉（Josef Oberhauser）
- クルト・フランツ親衛隊少尉（Kurt Hubert Franz）
- ウェルナー・デュボイス親衛隊曹長（Werner Dubois）
- フリッツ・ジルマン親衛隊曹長（Fritz Jirmann）
- ハインリヒ・ウンファーハウ親衛隊伍長（Heinrich Unverhau）
- エルンスト・ツィールケ親衛隊伍長（Ernst Zierke）

### その他
- クルト・ゲルシュタイン親衛隊中尉（Kurt Gerstein）

## 関連書籍
- 私はホロコーストを見た　黙殺された世紀の証言　1939-43（上・下）- ヤン・カルスキ(en:Jan Karski)著、吉田恒雄訳、白水社、2012年9月（ISBN 978-4-560-08234-8 ISBN 978-4-560-08235-5）
- ショアーの歴史　ユダヤ民族排斥の計画と実行 - ジョルジュ・ベンスサン著、白水社(文庫クセジュ）、2013年8月(ISBN 978-4-560-50982-1)
- ホロコーストの現場を行く―ベウジェツ・ヘウムノ - 大内田わこ著、東銀座出版社、2018年6月（ISBN 9784894692008）